# Sabri Kaliç
Sabri Kaliç (19 de mayo de 1966 en Izmir, Turquía - 23 de septiembre de 2012 en Izmir) fue un director de cine, cineasta experimental, escritor y traductor turco.
Después de recibir su BFA (licenciatura en bellas artes) en dirección de cine de la universidad Dokuz Eylül en Izmir, se mudó a Estambul en 1992. Después de haber servido durante un tiempo como asistente al aclamado director de cine turco Sinan Çetin, debutó con la película para televisión Midnight Hitchhiker en 1995. Es conocido principalmente por sus películas y videos experimentales de estilo único. 

## Filmografía
- A Fassbinder Lie – 1987[3]
- PO"y"EM – 1987
- Not The Longest Film You Will Ever See, But... – 1987
- 59" – 1987
- Bolero – 1990 (17 min., VHS, color)
- Das ist Eine Video-Kunst – 1991 (13 min., VHS, color)
- Keine Kunst Bitte – 1991 (9 min., VHS, color)
- Douche Opera – 1992 (5 min., VHS, color)
- Midnight Hitchhiker – 1995 (87 min, Betacam, color)
- The Spider Web – 1998 (92 min., Betacam, color)
- Sabri Kaliç : CV- 2000 (27 min., Betacam, color)
- Midnight Stories – 2000 (85 min., Betacam, color)
- Non – 2002 (no color, no format)[4]
- Stories From Beyond – 2005 (62 min., Betacam, color)
- Stories From Beyond -II – 2005 (59 min., Betacam, color)

## Miembro del jurado
- Festival de cortometrajes de IFSAK - 1995
- Festival de cortometrajes de Orhon Murat Ariburnu - 2000
- Festival de Cortometrajes de la Universidad de Yildiz - 2006

## Trabajos publicados
- Yes, But Can A Steam Engine Do This? (Traducción de Woody Allen, Ayrinti Publication, Estambul, 1989)[5]
- Annie Hall (Traducción de Woody Allen, Hil Publication, 1991, Estambul)[6]
- A Concise History of Experimental Film (Hil Publication, Estambul, 1992)[7]
- Andy Warhol: As An Experimental Film-maker (Yapi Kredi Publication, Estambul, 1997)[8]
- The Frog Who Assumes It Is A Prince (Novel) (Stüdyo Imge Books, Estambul, 2001)[9]
- EMINEM (Stüdyo Imge Books, Estambul, 2001)[10]
- Trainspotting (Traducción de Irvine Welsh, Stüdyo Imge Books, Estambul, 2001)[11]
- Ecstasy Club (Traducción de Douglas Rushkoff, Stüdyo Imge Books,Estambul, 2002)[12]
- Restrain of the Beasts (Traducción de Magnus Mills, Stüdyo Imge Books, Estambul, 2002)[13]
- Show : A Guide To Understanding EMINEM & Hip-hop (Stüdyo Imge Books, Estambul, 2003)[14]
- 2pac Shakur: Death Of A Rebel (Stüdyo Imge Books, Estambul, 2004)[15]
- 24: The House Special Subcommittee's Findings at CTU (Traducción de Marc Cerasini) (Stüdyo Imge Books, Estambul, 2004)[16]
- Trivial Truths (Aykiri Publications, Estambul, 2004)[17]
- You're My Mother, That's What You Are! (Neden Books, Estambul, 2005)[18]
- You're My Father, That's What You Are! (Neden Books, Estambul, 2005)[19]
- Dictionary of Foreign Words and Expressions in Turkish (3F Publishing, Estambul, 2006)[20]
- Genius on the Edge: Syd Barrett (Stüdyo Imge Books, Estambul, 2006)[21]
- The Templar Revelation (Traducción de Lynn Picnett and Clive Prince, Neden Books, Estambul, 2006)[22]
- Who Won the Oil Wars? (Traducción de Andy Stern, Neden Books, Estambul 2007)[23]
- LOST: Endangered Species (Traducción de Cathy Hapka, Neden Books, Estambul 2007)[24]
- Sean Penn: His Life and Times (Traducción de Richard T. Kelly, Studyo Imge Books, Estambul 2007)[25]
- LOST: Secret Identity (Traducción de Cathy Hapka, Neden Books, Estambul 2007)[26]
- Michael Jackson: King of Pop (Studyo Imge Books, Estambul 2009)[27]
- 100 Great Thinkers of All Time (Maya Books, Estambul 2011)[28]
- Told in the Coffee House (Traducción de Cyrus Adler y Allan Ramsay, Maya Books, Estambul 2012)[29]
- ANONYMOUS: Pirates of the Virtual Seas (Maya Books, Estambul 2012)[30]
- The Art of Worldly Living (Traducción de Baltasar Gracián, Maya Books, Estambul 2012)[31]
- Strange But True Facts from the Turkish History, Maya Books, Estambul 2012)[32]
- 100 Great Novelists of All Time, Maya Books, Estambul 2012)[33]